# Oskar Dénes
Pour les articles homonymes, voir Dénes.
Oskar Dénes, nom de scène d'Oszkár Deutsch (né le 2 mai 1891 à Magyarkeszi, mort le 2 juillet 1950 à Trente) est un acteur et chanteur hongrois.

## Biographie
Né dans une famille juive, il est le fils de József Deutsch, un marchand, et d'Amália Ádler (1853–1920). Il fréquenté l'école secondaire de la rue Barcsay à Budapest.
Travaillant d'abord comme commis, Oskar Dénes tourne dans son premier film en 1919. Sa première représentation sur scène a lieu en 1921 dans la revue à l'américaine de Sándor Incze. Dans les années qui suivent, il se fait d'abord remarquer comme acteur de cinéma, puis comme chanteur d'opérette et acteur de théâtre. Entre 1922 et 1924, il se produit dans les théâtres de l'Union Rt. (Blaha Lujza, Király Színház), et se produit également au Papagáj Kabaréban. Il fut également membre du Kabarett der Komiker à Berlin en 1924, et est rappelé au Royal Orpheum en septembre 1924, mais de nouveau en mai 1928 devient membre du Royal Orfeum. Il va à Leipzig en 1930, où il acquiert une renommée mondiale, apparaissant dans d'innombrables films muets. Il a ses plus grands succès avec sa femme Rosy Barsony au début des années 1930 à Berlin quand le compositeur d'opérettes Paul Abraham fait venir le couple de Budapest pour son opérette Viktoria und ihr Husar.
Oskar Dénes continue à jouer dans les théâtres de Budapest et de Vienne après avoir, comme Paul Abraham, quitté Berlin en raison de l'arrivée au pouvoir du nazisme en 1933. Cependant, il y a une résistance des syndicats en Autriche, car il y trop d'artistes hongrois employés sur les scènes autrichiennes. Il a à nouveau du succès dans l'opérette et dans le film du même nom Roxy und ihr Wunderteam (dont il existe une version hongroise et une version autrichienne), puis tout se calme autour de lui, du moins à l'échelle internationale. Après la Seconde Guerre mondiale, il vit à Vienne et à Trente, en Italie.

## Filmographie
- 1919 : Tilos a csók
- 1919 : Éj és virradat
- 1919 : Tegnap
- 1919 : Ki a győztes?
- 1919 : Az asszonybosszú
- 1920 : Nantas
- 1920 : Little Fox
- 1920 : Hegyek alján
- 1920 : A lélekidomár
- 1920 : Névtelen vár
- 1920 : A Szentmihály
- 1921 : Farsangi mámor
- 1921 : New-York express kábel
- 1921 : Hétszáz éves szerelem
- 1921 : Ben Kolombusz
- 1922 : Die lebende Mumie
- 1924 : Csak nővel ne!
- 1927 : Mit mondott az Alibaba?
- 1935 : Un bal au Savoy (de)
- 1938 : Roxy und das Wunderteam
- 1939 : 3 : 1 a szerelem javára